# دین دولین
دین دولین (انگلیسی: Dean Devlin؛ زادهٔ ۲۷ اوت ۱۹۶۲) فیلم‌نامه‌نویس، تهیه‌کننده فیلم، کارگردان فیلم و بازیگر اهل ایالات متحده آمریکا است. وی از سال ۱۹۸۰ میلادی تاکنون مشغول فعالیت بوده‌است.
از فیلم‌هایی که وی در آن نقش داشته‌است، می‌توان به روز استقلال، موبایل و نابغه واقعی اشاره کرد.